# А̊
Cette page contient des caractères spéciaux ou non latins. S’ils s’affichent mal (▯, ?, etc.), consultez la page d’aide Unicode.
Ne doit pas être confondu avec la lettre latine A rond en chef (Å å).
Le А rond en chef cyrillique (capitale А̊, minuscule а̊) est une lettre de l'alphabet cyrillique, composée du А (A cyrillique) et du rond en chef. Elle est utilisée en selkoupe.

## Représentations informatiques
Le А rond en chef peut être représenté avec les caractères Unicode suivants :
- décomposé (cyrillique, diacritiques)[1],[2] :

| formes    | représentations | chaînes de caractères | points de code | descriptions                                           |
| --------- | --------------- | --------------------- | -------------- | ------------------------------------------------------ |
| majuscule | А̊               | А◌̊                    | U+0410 U+030A  | lettre majuscule cyrillique a diacritique rond en chef |
| minuscule | а̊               | а◌̊                    | U+0430 U+030A  | lettre minuscule cyrillique a diacritique rond en chef |